# Soussou (peuple)
Pour les articles homonymes, voir Soussou.
Les Soussous sont une population d'Afrique de l'Ouest vivant principalement en Guinée, également au nord-ouest de la Sierra Leone et en Guinée-Bissau. Ils sont originaires de l'empire du Ghana, qu'ils quittent après la prise de Koumbi Saleh par les Almoravides en 1077.

## Ethnonyme
Selon les sources et le contexte, on observe plusieurs variantes : Soosoo, Sosoe, Soso, Sosso, Sousou, Soussous, Susso, Sussu, Susu.

## Langues
Leur langue est le soussou, une langue mandée dont le nombre de locuteurs était supérieur à 1 000 000 au début des années 2000. Parmi les 906 000 dénombrés en 2001 en Guinée, certains parlaient également le français. En Sierra Leone, ils étaient 122 000 en 2006, une partie d'entre eux utilisant en outre le krio ou l'anglais.

## Histoire

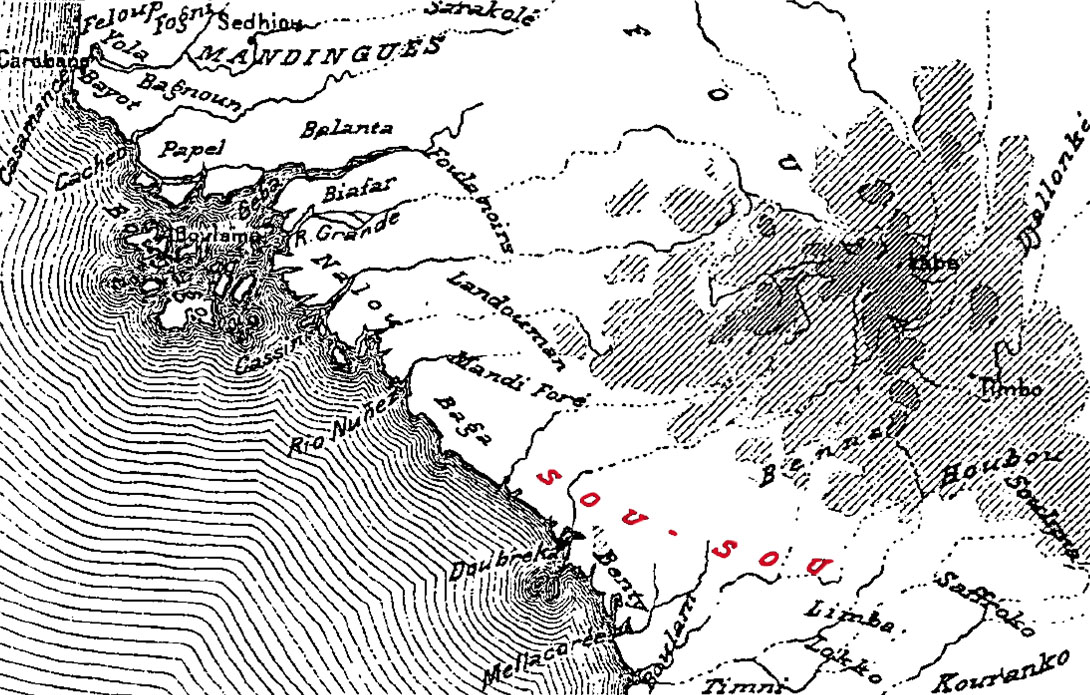
Les Soussou (en rouge) sur la carte Peuples des rivières du Sud d'Élisée Reclus (XIXe siècle).

À l'époque de l'empire du Ghana, les Soussous ont quitté Mandé pour s'installer au Fouta-Djalon. Là, ils coexistaient avec diverses ethnies, les Nalou, les Bagas, les Coniaguis, les Bassaris, les Peuls et leurs cousins Dialonké.
Du XIIIe au XVIIe siècle, des Peuls musulmans venus à la fois du Fouta-Toro et du Macina, s'installent au Fouta-Djalon où ils repoussent, par le moyen du djihad, les Soussous refusant de se convertir à l'islam. Parmi les Soussous restés au Fouta-Djalon, beaucoup sont réduits à l'état de servitude par les almamys. Ils deviennent des rimäibe.
Les Soussous trouvent refuge vers le littoral, où ils créent de puissants royaumes, bâtis grâce au commerce du poivre de Guinée, diverses autres épices, l'huile de palme, l'esclavage. Ils commercent avec les Européens, qui établissent plusieurs comptoirs commerciaux. Les États mis en place par les Soussous sont remarquables par leur organisation et l'architecture des habitations. La ville de Sayou, en pays soussou, est souvent citée dans les écrits des différents voyageurs européens comme une ville dynamique et belle.

## Organisation sociale
Traditionnellement les Soussous ont toujours été de grands agriculteurs. Leur société est très proche de celle des Malinkés, et beaucoup de Dialonké se sont mélangés à eux.

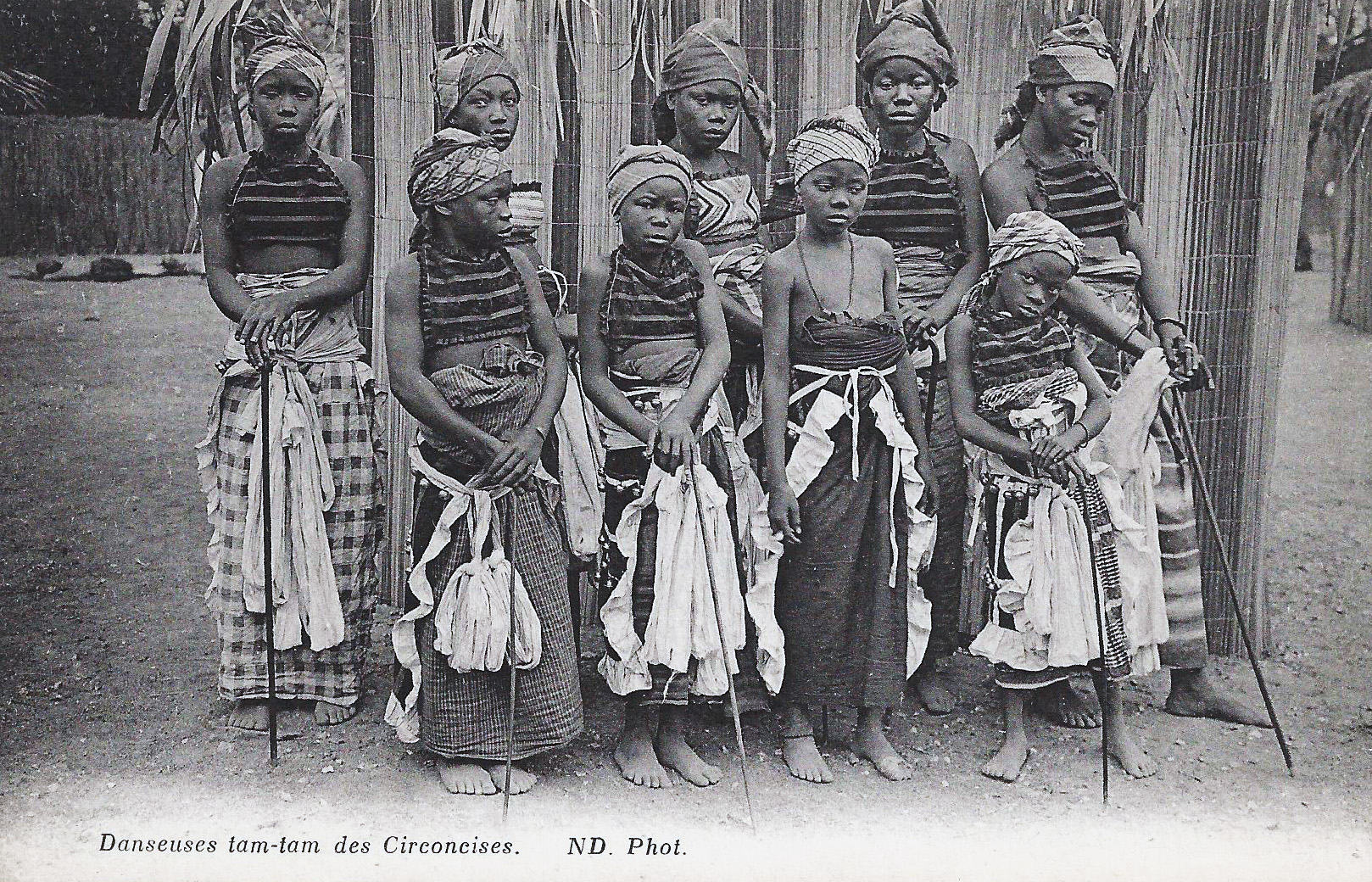
« Danseuses tam-tam des Circoncises, » (phot. Neurdein, vers 1905).

En Guinée les Soussous représentent 25 à 30 % de la population, en Guinée maritime, ils représentent 75 % de la population.
La hiérarchie sociale soussou est la suivante :
- au sommet, les horon, la noblesse et l'aristocratie, fournissant les rois, les guerriers, les chasseurs, les commerçants ;
- les niamakala, les gens de castes : forgerons, cordonniers, tisserands, griots appelés dyali ;
- les jon, les captifs ;
- les Donso, les chasseurs.

Certains individus, hommes ou femmes, provenant de toutes les castes, deviennent des initiés, des komotigui. Auprès de la population, ils ont le rôle de guérisseurs, prédicateurs, ils sont les tenants de la spiritualité dans la communauté. Ils sont considérés comme les intermédiaires entre le monde des humains et celui des ancêtres et des esprits. Dans chaque village, ils sont présents à chaque grand événement et sont consultés par tous.
Dans la société soussou, le respect des anciens et des valeurs morales est très important, comme dans toutes les sociétés africaines.

## Religion
Aujourd'hui les Soussous sont musulmans et les marabouts ont beaucoup pris la place des Komotigui.

## Patronymes
Les patronymes portés par les Soussous sont principalement : Keita, Samoura, Conté, Yansané, Doumbouya, Fofana, Sylla, Kanté, Soumah, Souaré, Bangoura, Fati, Coumbassa (Koumbassa), Kaba (dérivé de Kébé), Oularé, Yattara, Sankhon, Youla, Daffé, Sankoh, Cissé, Camara, Touré, Sakho (Sacko par deformation), Macaulay, Condé, Kourouma...

## Personnes notables d'origine soussou
- Soumaoro Kanté était un roi du XIIIe siècle de l'empire Sosso.
- Soumba Toumany, roi de Dubréka au XVIIe siècle.

### Personnalités politiques
- Aboubacar Oumar Bangoura, homme politique guinéen
- Fodé Bangoura, homme politique guinéen et ancien ministre secrétaire général du président Lansana Conté
- Karim Bangoura, diplomate guinéen
- Kiridi Bangoura, ancien ministre, secrétaire général du président Alpha Condé
- Mafory Bangoura, était un militant radical pour l'indépendance de la Guinée
- Mahawa Bangoura, diplomate guinéen
- Abdoul Kabèlè Camara, homme politique guinéen
- Arafan Camara, homme politique guinéen
- Kerfalla Camara, homme politique guinéen
- Makalé Camara, diplomate guinéen
- M'Balia Camara, militant indépendantiste guinéen
- Zeinab Camara, ancienne députée et femme politique guinéenne
- Lansana Conté, ancien président de la Guinée de 1984 à 2008
- Ibrahima Kassory Fofana, ancien Premier ministre de Guinée
- Mohamed Saïd Fofana, ancien Premier ministre de Guinée
- Aboubacar Soumah, syndicaliste guinéen
- Ibrahima Abé Sylla, homme politique guinéen
- Mahawa Sylla, première femme générale de l'armée guinéenne
- Facinet Touré, homme politique guinéen et ancien soldat de l'armée coloniale française
- Kemoko Touré, homme politique guinéen
- Kerfalla Yansané, actuel ambassadeur de Guinée aux États-Unis
- Bountouraby Yattara, homme politique guinéen
- Mamady Youla, ancien Premier ministre de Guinée
- Nabi Youla, diplomate guinéen
- Nabya Haidara, homme politique guinéen.

### Musiciens
- Soul Bang's, musicien guinéen
- Marcus, rappeur guinéen
- Bill de Sam, musicien guinéen
- Momo Wandel Soumah, compositeur guinéen
- Maciré Sylla, musicien guinéen
- Takana Zion, musicien guinéen de reggae

### Sportifs
- Alhassane Bangoura, footballeur guinéen
- Alkhaly Bangoura, footballeur guinéen
- Ibrahima Bangoura, ancien footballeur guinéen
- Ismaël Bangoura, ancien footballeur guinéen
- Ousmane Bangoura, ancien footballeur guinéen
- Sambégou Bangoura, ancien footballeur guinéen
- Ibrahima Traoré, footballeur guinéen
- Abdoul Camara, footballeur guinéen
- Alsény Camara, footballeur guinéen
- Aguibou Camara, footballeur guinéen
- Ibrahima Sory Camara, ancien footballeur guinéen
- Kémoko Camara, ancien footballeur guinéen
- Mohamed Mady Camara, footballeur guinéen
- Souleymane Camara[9], ancien footballeur sénégalais
- Ibrahima Sory Conté, footballeur guinéen
- Issiaga Sylla , footballeur guinéen
- Ibrahima Sory Sankhon, footballeur guinéen
- Chérif Souleymane, ancien footballeur guinéen
- Issiaga Soumah, ancien footballeur guinéen
- M'Mah Soumah, judoka guinéen
- Morlaye Soumah, ancien footballeur guinéen
- Naby Soumah, ancien footballeur guinéen
- Ndèye Fatou Soumah, sprinteuse sénégalaise
- Seydouba Soumah, footballeur guinéen
- Soriba Soumah, ancien footballeur guinéen
- Sheriff Suma, ancien footballeur sierra léonien
- Abdoul Karim Sylla, ancien footballeur guinéen
- Idrissa Sylla, footballeur guinéen
- Issiaga Sylla, footballeur guinéen
- Kanfory Sylla, ancien footballeur guinéen
- Mohamed Lamine Sylla, ancien footballeur guinéen
- Mohamed Ofei Sylla, ancien footballeur guinéen
- Morciré Sylla, ancien footballeur guinéen
- Ibrahima Yattara, ancien footballeur guinéen
- Mohamed Yattara, footballeur guinéen
- Naby Yattara, ancien footballeur guinéen
- Souleymane Youla, ancien footballeur guinéen

### Journalistes
- Foniké Menguè, militant et activiste guinéen

### Écrivains
- Abdoulaye Ditinn Camara, écrivain guinéen
- Alioum Fantouré, écrivain guinéen
- Ibrahima Bangoura, écrivain guinéen

### Autre peuple soussou
- Lappé Bangoura, entraîneur de football guinéen
- Tigui Camara, entrepreneur guinéen
- Kerfalla Person Camara, entrepreneur guinéen

### Groupes musicaux
- Les Espoirs de Coronthie
- Les Étoiles de Boulbinet